# Nathalie Gosselinová
Nathalie Gosselinová (* 31. března 1966) je bývalá kanadská zápasnice – judistka.

## Sportovní kariéra
S vrcholovou přípravou začínala v Québecu pod vedením Gérarda Blancheta. V kanadské ženské reprezentaci se pohybovala od roku 1986 v lehké váze do 56 kg. Zdravotní komplikace ji v roce 1991 přiměly ke změně tréninkového místa a váhové kategorie. Od roku 1992 se připravovala v Ottawě pod vedením Tiny Takahashiové a startovala v pololehké váze do 52 kg. V roce 1996 se kvalifikovala na olympijské hry v Atlantě, kde prohrála na body v úvodním kole s Argentinkou Carolinou Marianivou. Vzápětí ukončila sportovní kariéru. Věnuje se trenérské práci.

## Výsledky
| Turnaj                  | 1987       | 1988       | 1989       | 1990       | 1991       | 1992           | 1993           | 1994           | 1995           | 1996           |
| Turnaj                  | 21         | 22         | 23         | 24         | 25         | 26             | 27             | 28             | 29             | 30             |
| Turnaj                  | lehká váha | lehká váha | lehká váha | lehká váha | lehká váha | pololehká váha | pololehká váha | pololehká váha | pololehká váha | pololehká váha |
| ----------------------- | ---------- | ---------- | ---------- | ---------- | ---------- | -------------- | -------------- | -------------- | -------------- | -------------- |
| Olympijské hry          |            | —          |            |            |            | —              |                |                |                | úč.            |
| Mistrovství světa       | —          |            | 5.         |            | —          |                | —              |                | úč.            |                |
| Panamerické hry         | 3.         |            |            |            | ?          |                |                |                | 3.             |                |
| Panamerické mistrovství |            | 2.         |            | —          |            | 2.             |                | 2.             |                | —              |